# Tuf

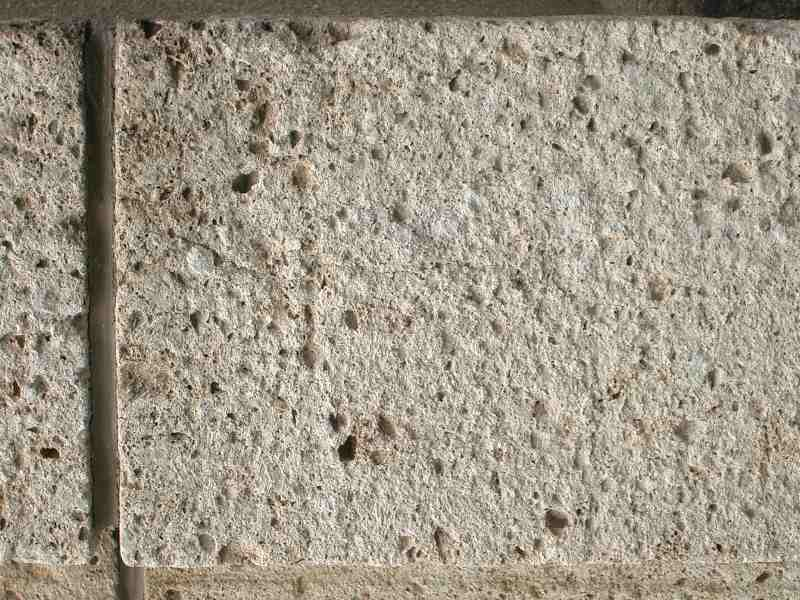
Zeď z tufu – Japonsko

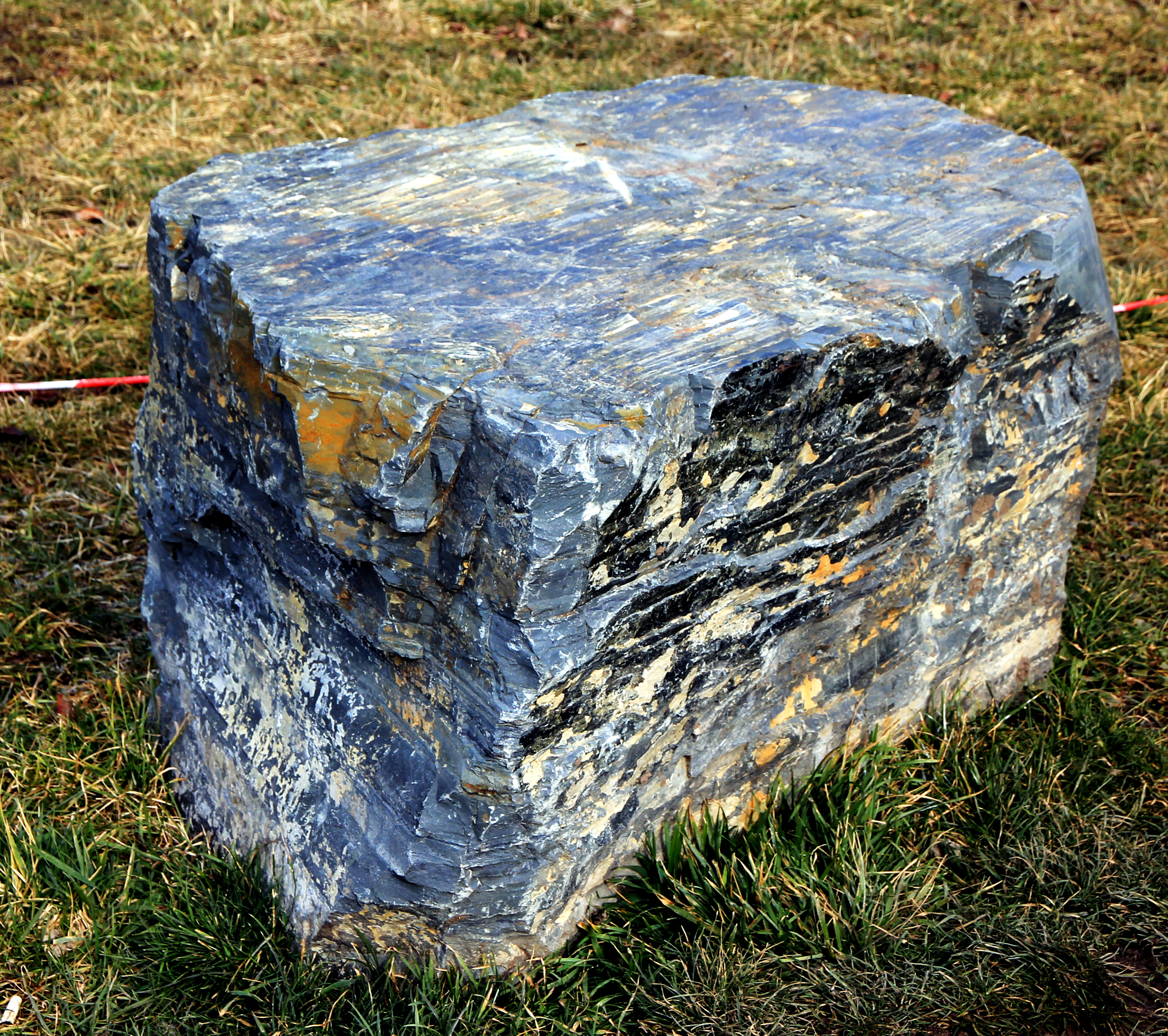
Tuf u lomu u Zbraslavi

Tuf (z italského tufo, což má stejný význam jako latinské tofus) je druh horniny ze sopečného popelu (pyroklastika) vyvrženého během sopečné erupce a postupem času konsolidovaného do jednolité masy. Na rozdíl od tufitů, které vznikají uložením a zpevněním ve vodě, jsou tufy zpevňovány na souši. Existuje však i druhé hledisko, jak od sebe rozlišovat tufy a tufity a to podle množství příměsí (např. jílů). Někteří geologové dokonce tvrdí, že tuf je na rozdíl od tufitů bez příměsí.
Jednoznačné zařazení tufů do seznamu druhů hornin je obtížné. Vzhledem k jejich sopečnému původu se občas řadí mezi vulkanity, popřípadě mezi magmatity. Na druhou stranu vzhledem k dalším stádiím vzniku pyroklastik (transport vzduchem, sedimentace a následné zpevnění), je stejně oprávněné řadit tufy mezi sedimenty. V současnosti jsou tufy spíše řazeny právě mezi sedimenty a to i z důvodů, že jejich klasifikace podle velikosti vulkanických úlomků je obdobná s klasifikací klastických sedimentů.

## Sopečný popel
Produkty sopečné erupce jsou vulkanický plyn, láva, výpary a tefra. Magma je vyvrženo stranou díky silnému účinku vulkanického plynu a výparů. Vzniklý pevný materiál vyvržený do vzduchu pomocí takovýchto sopečných erupcí se nazývá tefra, nehledě na jeho složení nebo velikost částic. Tyto částečky jsou malé kousky magmatické strusky a hornin, které byly vyvrženy do vzduchu párou a jinými plyny; magma může být rozdrobené díky expanzi plynů v něm.

## Brekcie

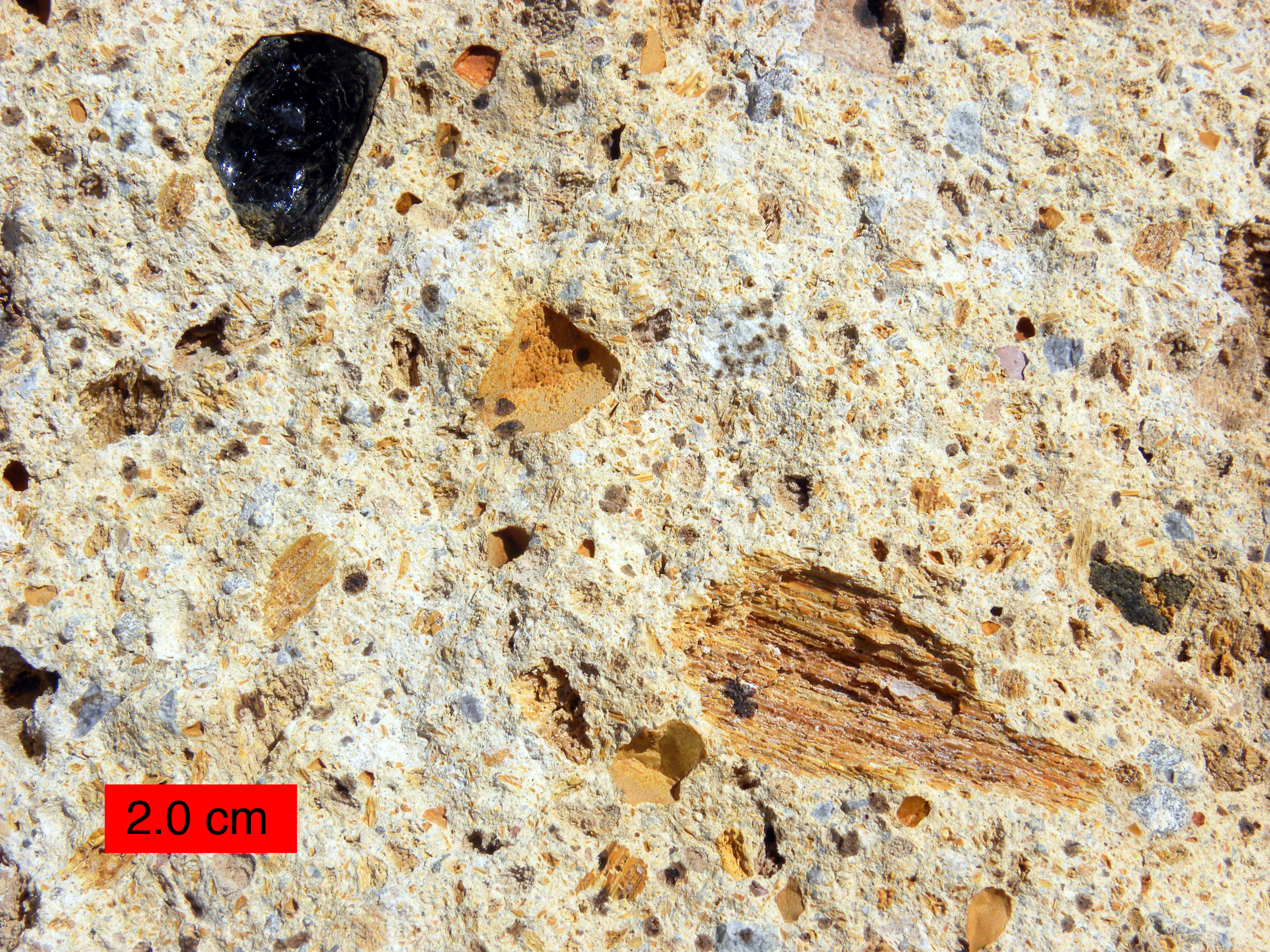
18.5 Ma

Nespojité vrstvy popele, které kryjí svahy mnoha sopek, jsou reprezentovány třemi třídami materiálů. Kromě opravdového popele, jak je popsáno výše, se tam nacházejí hroudy staré lávy a tufů, tvořící stěny kráteru, které byly odervány prudkými výbuchy lávy, a kusy sedimentárních hornin z hlubších částí vulkánu, které byly vytlačeny vzhůru vyvěrající lávou a jsou často intenzivně vypalovány a rekrystalizovány žárem, kterému jsou vystaveny.
U některých velkých vulkanických explozí však nemusí vzniknout žádný druhotný materiál, jak tomu např. bylo u japonské sopky Bandaisan v roce 1888. Existuje na druhou stranu velké množství erupcí, při nichž je množství roztrhaných sedimentárních hornin smíšených s popelem velmi velké; jako příklad lze uvést sopku Eifel a devonský tuf, známý jako „Schalsteins“ z Německa. Ve skotských uhelných pánvích lze nalézt staré sopky, které jsou uzavřeny neporušenou konzistentní hmotou ze zbytků sedimentů. V takovém případě je předpokládáno, že nebyla vyvržena ven žádná láva, ale příčinou erupce bylo náhlé osvobození a expanze velkého množství výparů. Tyto průvodní nebo náhodné materiály, nicméně se odlišující od opravdového popele, inklinují k výskytu v hranatých fragmentech; a pokud vytvoří větší masu horniny je to správněji „vulkanická brekcie“ než tuf. Velikost popele kolísá od velkých bloků o velikosti šesti metrů nebo i více v průměru až po drobný nehmatatelný prach. Velké balvany se nazývají „vulkanické bomby“, jsou většinou zakulacené, elipsovité nebo mají hruškovitý tvar vzhledem k jejich rotaci vzduchem, když byly ještě ve viskózním stavu. Mnoho z nich má povrch rýhovaný nebo hrbolatý a někdy mají kůru prostoupenou mnoha prasklinami jako např. povrch bochníku chleba. Jakýkoliv popel, ve kterém jsou hojně zastoupeny, se pak nazývá slepenec.
V takovýchto vrstvách a ložiscích se tuf, rozprostírající se na zemi ve značné plošném rozsahu, nejčastěji zařazuje mezi sedimenty, přičemž převládající složkou jsou především malé fragmenty, zatímco vulkanické bomby o průměru několika desítek centimetrů někdy zcela chybí. Tuf mladšího původu je obecně nespojitý a nesouvislý, ale starší tuf bývá ve většině případů stmelený díky tlaku a působení prosakující vody a vytváří tak horninu, která, přestože není příliš tvrdá, je hojně využívána pro stavební účely (např. v okolí Říma). Pokud jsou nahromaděny subaericky, jako např. popel nalezený na Etně nebo v současnosti na Vesuvu, skládají se tufy téměř zcela ze sopečných materiálů různých stupňů a částí dřeva a zelené hmoty, zemské kůry atd. Ale mnoho sopek stojí poblíž mořského břehu a jimi vyvržený popel se pak smísí s usazeninami na dně moře. Tímto způsobem se vytváří popelové bahno, písek nebo dokonce popelové vápence. Vlastně většina tufů, nalezená ve starších útvarech obsahuje příměsi jílu, písku a někdy i fosílie mušlí, které dokazují, že tyto vrstvy byly ukládány pod vodou. Během některých sopečných erupcích se vytvořila vrstva popele v tloušťce několika desítek centimetrů nad značnou oblastí, ale taková ložiska velice rychle ztrácí svou mocnost se zvyšující se vzdáleností od kráteru, kde popel díky tomu, že pokrývá mnoho čtverečních kilometrů, je již uložen v tenkých vrstvách. Spady popela často následují za sebou v delších či kratších časových intervalech, a proto mnoho tufů ukládaných na suchý povrch nebo do moře vykazuje znaky vrstevnatosti. Nejhrubější materiál nebo aglomeráty jsou ve vrstvách velmi málo rozlišitelné, zvláště v jemných ložiscích je to dovedeno do velké dokonalosti.

## Vyvřelá hornina
Nehledě na náhodný materiál, jako jsou fragmenty starších hornin, kusy stromů, apod., obsah uloženého popele může být popsán jako směs více či méně krystalických vyvřelých hornin. Pokud teplota lávy v kráteru byla taková, že byla zahájena krystalizace, pak je obvyklý výskyt krystalů. Ty mohou dosahovat značné velikosti, jako např. šedé, zakulacené krystaly leucitu na svazích Vesuvu. Mnohé z nich jsou velmi dokonalého a skvostného vzezření, protože krystalizovaly v prostředí, které bylo kapalné a ne příliš viskózní. Mnoho krystalů augitu a olivínu se také získává z ložisek popele u Vesuvu a u mnoha dalších sopek ať už vyhaslých nebo dosud činných. Bloky z těchto krystalických materiálů (anortit, olivín, augit a amfibol) jsou běžné v tufech západoindických sopek. Pokud se v tufu nacházejí krystaly ve velkém množství, pak se tuf nazývá „krystalický tuf“. Na Svatém Vincenci a Martiniku v roce 1902 bylo mnoho popele přetvořeno v okamžiku v krystaly uzavřené v tenkém filmu skla, protože láva se ve chvíli erupce velmi brzo zpevňovala do podoby krystalické masy. Na druhé straně, některé basaltické sopky vyvrhují velké množství černé sklovité strusky, která po zpevnění zvětrává do podoby červené a měkké horniny, známé jako palagonit; tufy tohoto druhu se vyskytují na Islandu a Sicílii. Na Liparských ostrovech nebo v Maďarsku se nalézají kyselé (ryolitické) tufy, které mají bledě šedou nebo žlutou barvu a skládají se převážně z kusů a fragmentů pemzy. Na velké části mořského dna jsou ložiska jemného bahna obsahující malé, vodou vyhlazené, kulaté oblázky z velmi porézního sopečného skla; to sem bylo splaveno z břehů nebo vyvrženo podmořskými sopkami a mohlo cestovat stovky kilometrů před svým usazením, což bylo dokázáno i pokusy, při kterých se prokázalo, že některé druhy pemzy mohou putovat slanou mořskou vodou déle jak rok. Hlubokomořské naplaveniny, známé jako „červený jíl“ jsou převážně vulkanického původu a mohly by být vhodně popsány jako „podmořské tufové ložisko“.

## Spečené tufy

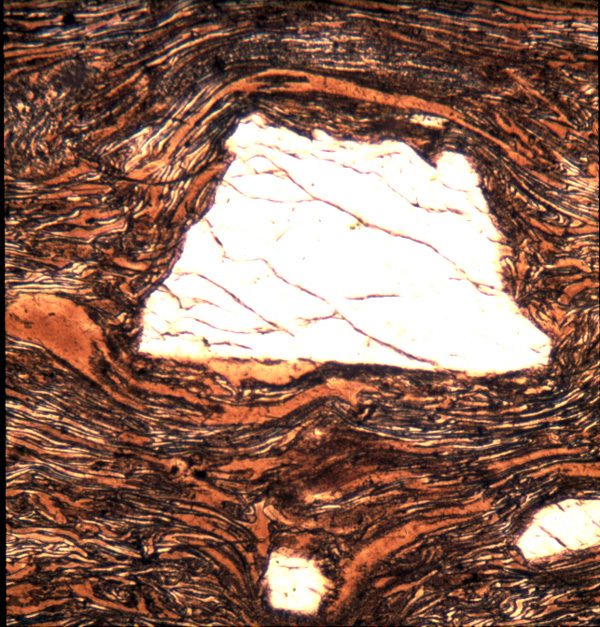
Obraz spečeného tufu pomocí světelného mikroskopu, jak je vidět ve výbrusu (délkový rozměr je několik mm). Skleněné střepy (většinou hnědé) byly deformovány při výtoku a staly se kompaktními okolo krystalických fragmentů (jasné)

Spečený tuf je v podstatě produkt pyroklastických toků dost horkých k tomu, aby roztavily nebo „spekly“ horký popel do jediné rovnoměrné vrstvy nazývané chladná vrstva. Dalším používaným termínem pro tento typ tufu je ingimbrite. Skleněné fragmenty, které tvoří velké množství vyvrženého popelového výronu se snadno deformují a jejich zkřivené tvary, jsou zploštěny a deformovány během procesu spékání.
Spečené tufové usazeniny mohou mít velkou mocnost, podobně jako formace nazývaná Lava Creek Tuff, vytvořená při erupci Yellowstonské kaldery ve Wyomingu před 640 000 lety. Formace Lava Creek Tuff je známá tím, že je přinejmenším 1000krát větší než sedimenty vzniklé výbuchem sopky Mount St. Helens 18. května 1980, který měl ukazatel sopečné explozivity (VEI) 8 – větší než jakákoliv erupce v posledních 10 000 letech. Takové usazeniny mohou být představovány poblíž zdroje erupce spečenými tufy, ve větší dálce tufy a v ještě větší vzdálenosti od zdroje nezpevněným popelem. Spečené tufy jsou obvykle svou skladbou tufy ryolitickými.

## Ryolitické tufy

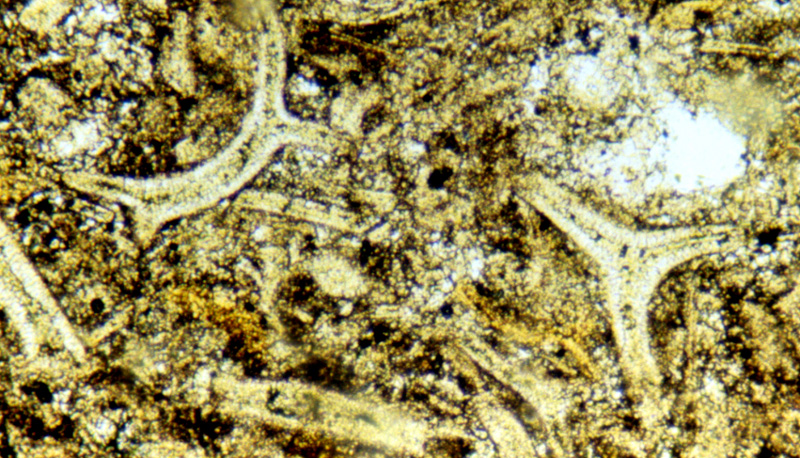
Obraz tufu pomocí světelného mikroskopu, jak je vidět ve výbrusu (délkový rozměr je několik mm). Vzorek je vytvořen bublinami expandujícími z vody bohaté na plyn

Tufy jsou pro petrografické účely obecně klasifikovány především podle povahy sopečné horniny, ze které se skládají; ta může mít stejné složení jako doprovodná láva, pokud během erupce dochází k jejímu výronu, a pokud se při výlevu objeví změna druhu lávy, tufy tuto změnu spolehlivě ukáží. Ryolitické tufy obsahují pemzu, sklovité fragmenty, malé kousky strusky s křemenem, alkalickým živcem, biotitem apod. Mezi oblasti s nápadným výskytem takových tufů patří Island, ostrov Lipari, Maďarsko, prostor Amerického jihozápadu a Nový Zéland. Rozbitá pemza je čistá a izotropní, velmi malé částečky mají půlkruhový, srpkovitý nebo bikonkávní obrysy. Ukazuje se, že byly vytvořeny roztříštěním zpěněného skla, někdy popisovaného jako popelová struktura. Malé skleněné fragmenty pocházející z rozbité pemzy se nazývají střepy. Ty se snadno deformují a jsou tekuté, pokud jsou sedimenty dostatečně horké.
Ve starobylých horninách Walesu, Charnwoodu, Pentland Hills atd. jsou známé podobné tufy, ale ty jsou ve všech případech změněny tzv. silicifikací (která prosytí nebo přemění horninu v opály, chalcedony a křemen) a devitrifikací. Častá přítomnost kulatých korodovaných krystalů křemene, takových jaké se vyskytují v ryolitických lávách, pomáhají dokazovat jejich skutečnou povahu.

## Trachytické tufy
Trachytické tufy neobsahují žádný nebo velmi málo křemene, ale větší množství ortoklasu a oligoklasu, často s biotitem, augitem a amfibolem. Zvětráváním se často mění v měkké červené nebo žluté jílovce, bohaté na kaolíny se sekundárním křemenem. Nedávné trachytické tufy byly nalezeny na Rýnu (u Siebengebirge), na Ischii poblíž Neapole, v Maďarsku apod.

## Andesitické tufy
Andesitické tufy jsou zcela běžné. Vyskytují se podél celého řetězce Kordiller a And, v Západní Indii a přilehlých oblastí, na Novém Zélandu, Japonsku apod. V jezerní oblasti, Severním Walesu, Lorne, Pentland Hills, Cheviots a mnoha jiných oblastech Británie jsou hojné staré přírodní horniny přesně stejné povahy. Barvu mají červenou nebo hnědou; jejich struskové fragmenty mají všechny možné velikosti – od obrovských bloků až po drobný zrnitý prach. Dutiny jsou mnohdy vyplněny sekundárním materiálem jako je vápenec, chlorit, křemen, epidot, chalcedon: ale povahu původní lávy můžeme vždy rozeznat z tvarů a vlastností malých krystalů v mikroskopických částečkách, nacházejících se v rozložené sklovité základní hmotě. Dokonce i v malých se tyto starobylé tufy podobají moderním ložiskům popele z Cotopaxi, Krakatoi a Mont Pelée.

## Čedičové tufy
Čedičové tufy se také hojně vyskytují v oblastech s činnými sopkami nebo na území, kde sopečná činnost bývala. Mají černou, tmavě zelenou nebo červenou barvu; liší se svou zrnitostí, mohou obsahovat pórovité pumy o velikosti desítek centimetrů v průměru, jsou často podmořské, mohou obsahovat břidlici, pískovec, štěrk a jiné usazeniny a mohou se v nich také vyskytovat fosílie. Mladé čedičové tufy lze nalézt na Islandu, Faerských ostrovech, ostrově Jan Mayen, Sicílii, Havajských ostrovech, na Samoi atd. Při zvětrávání jsou tyto tufy vyplněny vápencem, chloritem, serpentinem, a speciálně pokud láva obsahuje nefelín nebo leucit, jsou často bohaté na zeolity jako je např. analcit, prehnit, natrolit, scolecit, chabazit, heulandit, apod.

## Ultramafické tufy
Ultramafitické tufy jsou velmi vzácné; jejich základní charakteristikou je hojnost olivínu nebo serpentinu a malá přítomnost živce a křemene. Vzácně výskyty mohou také zahrnovat neobvyklé povrchové usazeniny kimberlitu, diamantových polí Jižní Afriky nebo jiných regionů. Základní hornina z kimberlitu je modravě zelená, bohatě zvlněná brekciemi (modrý podklad), které se při úplné oxidaci a zvětrání stanou sypkou hnědou nebo žlutou hmotou (žlutý podklad). Tyto brekcie byly uloženy jako směs plynu a pevných látek a jsou typicky uchované a těžené v tzv. diatremách, majících trubkovitou strukturu. V hloubkách jsou někdy kimberlitové brekcie rozděleny do základních žilních vrstev defragmentované horniny. Na povrchu se ultramafické tufy mohou vyskytovat v usazeninách v tzv. maarech. Vzhledem k tomu, že kimberlity jsou nejběžnějším zdrojem diamantů, byly přechody z maaru do diatrem v základní zóně velmi pečlivě prostudovány. Diatremové plochy kimberlitu se častěji nazývají ultramafickými brekciemi než tufy.

## Vrásnění a metamorfóza
V průběhu jiných časových změn než zvětrávání se může tuf změnit na usazeniny. Někdy jsou zapojeny do vrásnění a pak jsou děleny a štěpeny. Mnoho ze zelených břidlic v jezerní oblasti Cumberlandu jsou jemně rozštěpené popely. Za zelenou barvu vděčí velkému obsahu chloritu. Mezi vyskytujícími se krystalickými břidlovými horninami mnoha oblastí zelených ložisek nebo zelených břidlicových hornin, složeným z amfibolu, chloritu nebo biotitu, oxidů železa, živce apod. jsou pravděpodobně rekrystalizované nebo metamorfované tufy. Často doprovázejí hmotu epidioritu nebo amfibolové břidlice. Metamorfovanými sopečnými tufy jsou s největší pravděpodobností i některá ložiska chloritobřidlicových hornin. Devonský „Schalsteins“ z Německa obsahuje mnoho zvrásněných a částečně rekrystalizovaných ložisek popele, z nichž některá si ještě udržela svou fragmentální strukturu, přestože jejich lapilli (částice pod 63 mm) jsou vyrovnané a protáhlé. Jejich dutiny vzniklé párou jsou obvykle vyplněny vápencem, ale někdy také křemenem. Více kompletně změněné formy těchto hornin jsou plátové, zelená chloritá břidlice, kde se jen sporadicky vyskytují jakékoliv struktury ozřejmující jejich sopečný původ. Jsou tak mezistupněm mezi zvrásněným tufem a krystalickou břidlicí.

## Ekonomický význam
Tufy a ingimbrity v pohoří Yucca Mountain v Nevadě, jsou navrhovány jako úložiště U.S. Department of Energy pro vyčerpané nukleární reaktory a jiný radioaktivní odpad.
Tuf je relativně měkká hornina a dá se dobře opracovávat. V současnosti nemají z ekonomického hlediska tufy v hospodářství velký význam. Tuf je vzhledem ke svým tepelně izolačním vlastnostem používán místně jako stavební materiál. Např. peperino, hodně používané v Římě a v Neapoli jako stavební kámen je trachytický tuf. Pucolán je také rozložený tuf, původně získávaný v okolí Neapole a používán jako pojivo podobné cementu. Tento název je však dnes používán pro množství látek, které nemají stejné vlastnosti. V německém pohoří Eifel byl zpracováván trachytový tuf zvaný trass na hydraulickou maltu, která se v minulosti používala např. při stavbě hrází v Nizozemsku. Její výrobu popsal v 18. století např. známý anglický vědec John Smeaton. Z tohoto tufu nebo také z diabasových tufů se v Německu i stavělo. Názorné příklady takových staveb lze nalézt v Ettringenu a Villmaru. Tufy i tufity se využívají jako stavební materiál vhodný také k výrobě tvárnic i celých panelů. Pro svou nízkou hmotnost a zajímavé akustické vlastnosti se také používají jako obklady interiérů nebo fasád budov.
Mezi nejznámější objekty, vystavěné z tufu patřil např. starořecký athénský chrám Hekatompedon, postavený (570 – 566 př. n. l.) v souvislosti se založením panathénajské slavnosti tyranem Tyranisem Pesistratem. Byl postaven na místě, kde dnes stojí Parthenón. Ještě známější je turecké podzemní město Derinkuyu, které vzniklo hloubením obydlí ve vrstvě andezitových tufů. Tato vrstva, silná až několik set metrů, vznikla kdysi díky výbuchu sopky Erciyas Dagi v centrální Anatolii. Od roku 1965 je toto město, řazené mezi sedm turistických divů světa, zpřístupněno návštěvníkům.
Jedním z nejpopulárnějších sochařských děl vytvořených z tufů jsou některé sochy Moai na Velikonočním ostrově. Tuf, ze kterého byly sochy vytvořeny se nachází v parazitním vulkánu sopky Terevaka, v Rano Raraku. Protože tuf stejně jako další horniny, ze kterých byly sochy vytvořeny (mugearity Rano Kao, červená pemza ze zálivu Anakena, tachytové tufy, tufity), je měkká sopečná hornina, jsou sochy v současnosti značně zvětralé a zkorodované.
V České republice se tufy nachází v oblastech s bývalou sopečnou činností. Používaly se často jako plnivo do lehkých betonů (tzv. tufobetony). Jejich výhodou oproti kamenivům umělým byla skutečnost, že je vhodné pro výrobu lehkých betonů většinou ihned po vytěžení, podrcení a roztřídění. Struktura přírodního kameniva může být mikro až vyloženě makropórovitá (i několik mm), póry jsou většinou spojeny v kapiláry, což způsobuje některé jeho nevýhodné vlastnosti – hlavně vysokou absorpční schopnost a s tím související velké objemové změny a horší tepelnou izolaci. V současné době se v České republice pro výrobu lehkých betonů již takřka nepoužívají a proto jejich význam je hlavně v tom, že na nich byly prověřeny různé technologické vlastnosti lehkých betonů tzn., že ovlivnily celý další vývoj technologie výroby lehkých betonů. V zahraničí jsou stále používané a to hlavně kvůli příznivějším geologickým podmínkám (menší rozrušení tufových lokalit geologickými zlomy). Jejich charakteristickým znakem je pórovitost a nízká objemová hmotnost (1000–1600 kg/m3). Avšak jsou to heterogenní horniny s velmi nerovnoměrným složením.
Mezi nejznámější naleziště tufů v České republice patří oblast Českého středohoří a další lokality s mladými sopkami, jako je např. Komorní a Železná hůrka v Západních Čechách nebo Uhlířský vrch u Bruntálu.